# Random-access memory

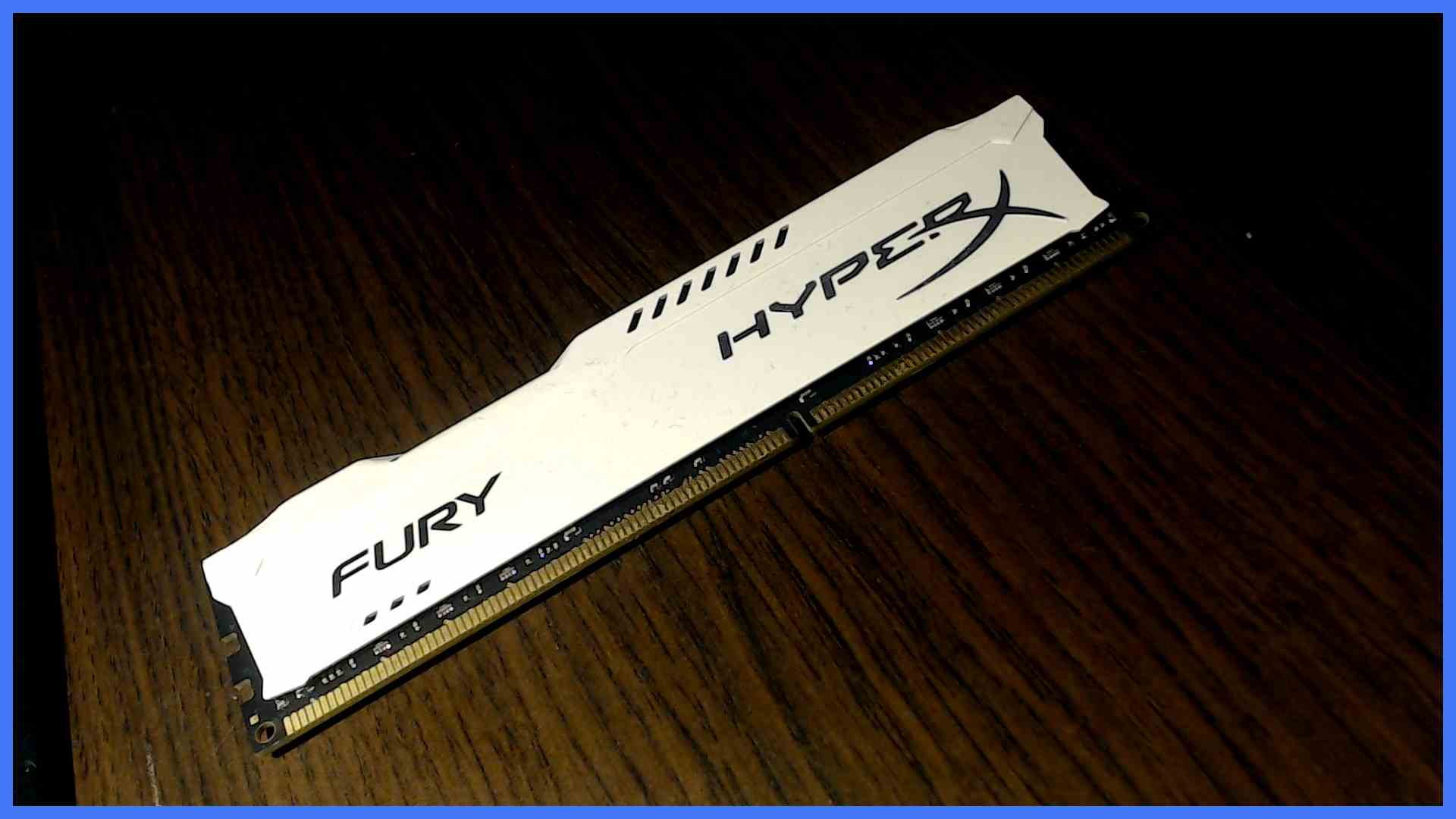
Nyare DDR3 SDRAM minne för en stationär dator.

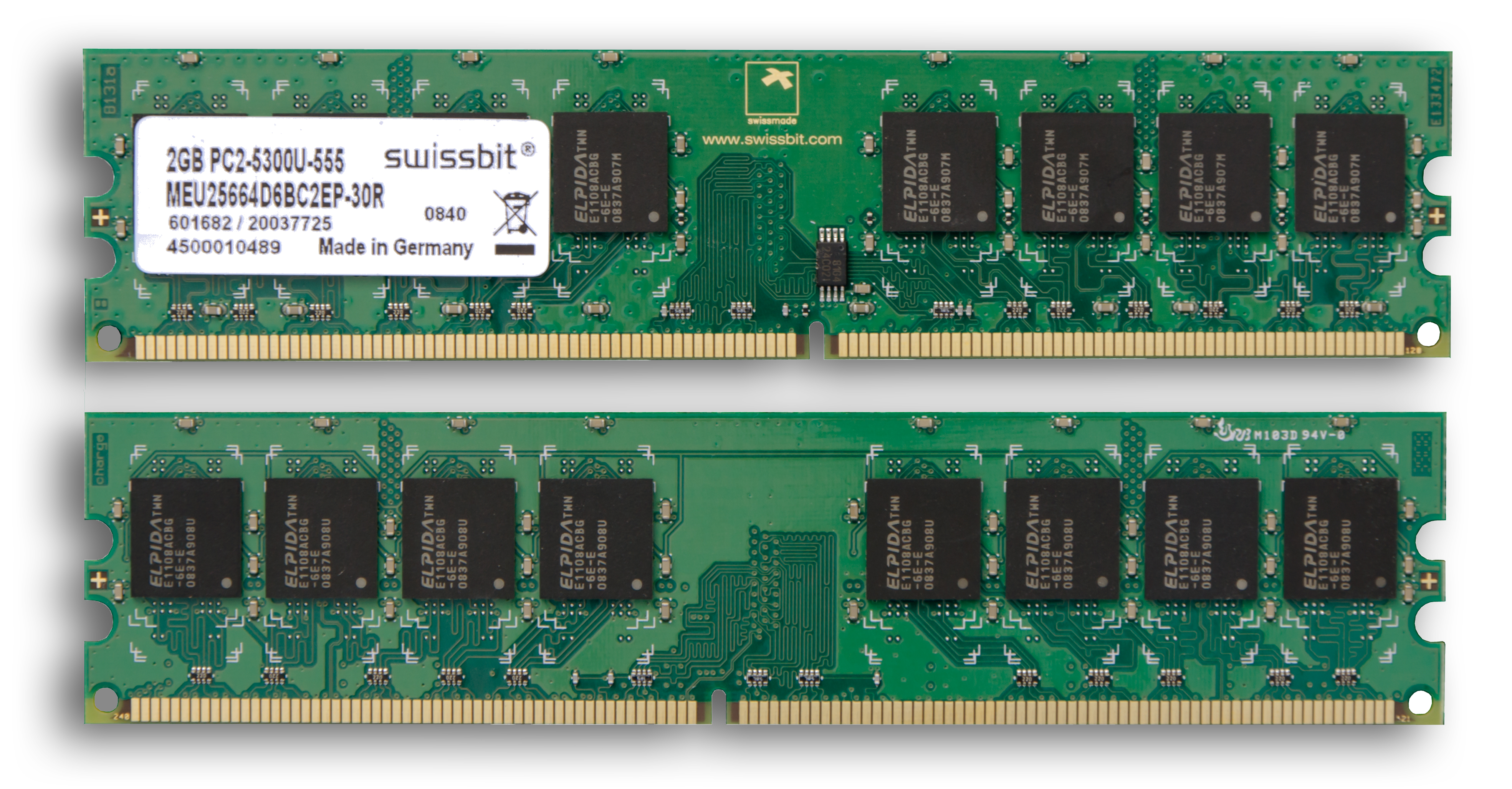
Äldre DDR2 SDRAM minne för en stationär dator.

Random-access memory eller RAM är ett minne som kan beskrivas som datorns korttidsminne som kan läsas eller skrivas ett ord åt gången, utan att man behöver läsa igenom andra delar av minnet, till skillnad från minnen som läses sekventiellt.
Innehållet i ett RAM-minne försvinner normalt när datorn stängs av.
RAM används ofta som benämning på olika typer av läs- och skrivbart (RWM) primärminne, vilket kan vara förvirrande då RAM är benämningen på typen av åtkomst.
Random Access Memory är sålunda inte bara primärminne. Ofta är till exempel ROM, PROM, EPROM och EEPROM av RAM-typ även om de inte kan användas som primärminne eftersom de inte kan skrivas till, åtminstone inte utan speciella åtgärder.

## Historia
En tidig typ av skrivbara RAM-minnen var kärnminnen. Dessa utvecklades mellan 1949 och 1952 och användes i de flesta datorer fram till utvecklingen av statiska och dynamiska integrerade RAM-kretsar under sent 1960-tal och tidigt 1970-tal. Dessförinnan använde datorer relän eller olika typer av elektronrörarrangemang för huvudminnesfunktioner, det vill säga hundratals eller tusentals delar, varav vissa var "random access" och andra inte. Senare uppfanns transistorer som gjorde det möjligt att tillverka mindre och snabbare minnen.

## Nutida utveckling

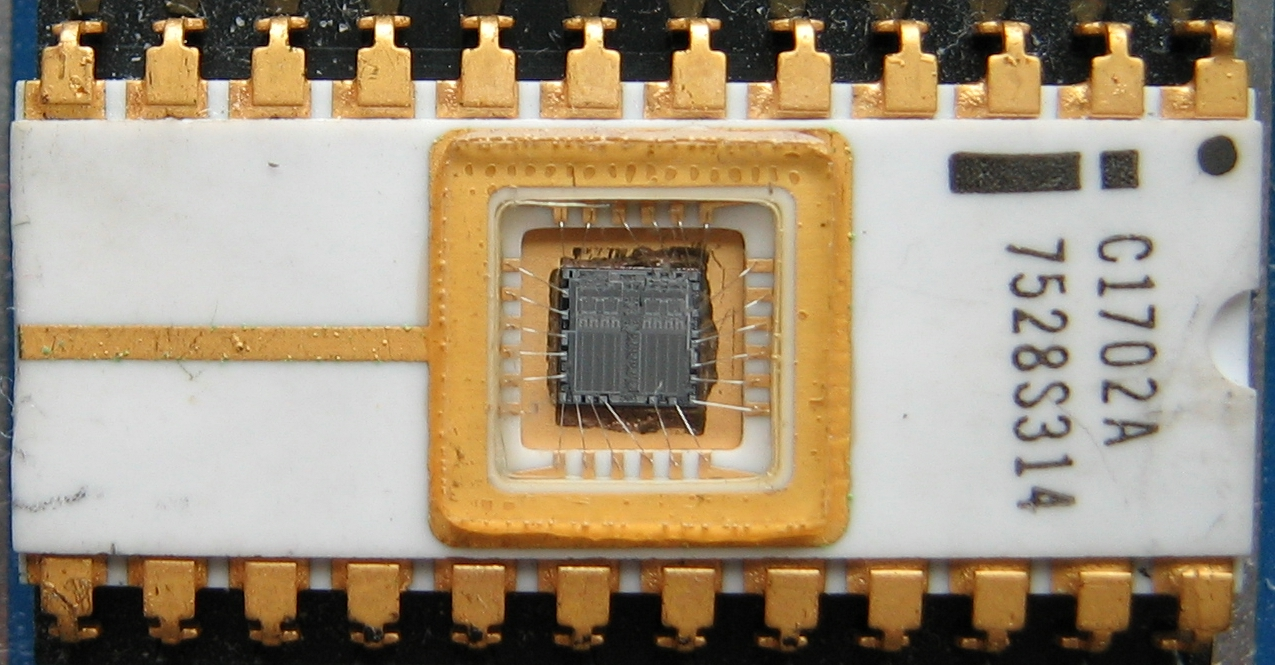
Tidigt RAM av EPROM-typ.

Många nya typer av non-volatile RAM som behåller data även då det är avstängt är under utveckling. Tidigare direkt skrivbara NVRAM-typer var ofta batterisäkrade. Teknikerna som används är nanorör och den magnetiska tunneleffekten. Sommaren 2003 tillverkades ett 128 KB (128 × 210 bytes) magnetiskt RAM-minne med 0,18 µm teknik. I juni 2004 visade Infineon Technologies upp en 16 MB (16 × 220 bytes) prototyp som även det var baserat på 0,18 µm teknik. Nantero byggde en fullt fungerande nanorörminnesprotoyp på 10 GiB (10 × 230 bytes) 2004. Om dessa teknologier kommer att kunna ta marknadsandelar från DRAM, SRAM eller flashbaserade minnen återstår dock att se.
Sedan 2006 har SSD-minne (flashbaserade minnen) med kapacitet över 64 GB långt  bättre prestanda än traditionella hårddiskar. Utvecklingen har börjat sudda ut skillnaden mellan traditionella RAM-minnen och hårddiskar, samt drastiskt minskat skillnaden i prestanda. Vissa typ av RAM-minnen, till exempel ”EcoRAM”, är specialdesignade för serverparker där låg strömkonsumtion är viktigare än fart.

## Typer av RAM-minnen

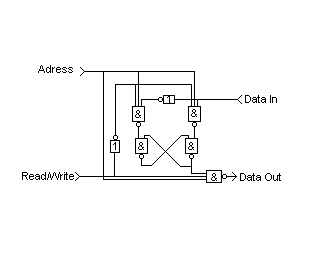
Strukturen på en traditionell RAM-minnescell.

- Strukturen på en traditionell RAM-minnescell.DRAM
- SRAM
- Z-RAM
- TTRAM
- FeRAM
- MRAM
- PRAM
- RRAM
- NRAM
- SDRAM
- DDR SDRAM